# Akarköy, Kazımkarabekir
Akarköy là một xã thuộc huyện Kazımkarabekir, tỉnh Karaman, Thổ Nhĩ Kỳ. Dân số thời điểm năm 2011 là 452 người.